# Adelascopora
Adelascopora is een mosdiertjesgeslacht uit de  familie van de Fenestrulinidae en de orde Cheilostomatida

## Soorten
- Adelascopora divaricata Canu, 1904 †
- Adelascopora secunda Hayward & Thorpe, 1988
- Adelascopora stellifera Moyano, 2000

Niet geaccepteerde soort:
- Adelascopora jeqolqa Moyano, 1989 → Adelascopora secunda Hayward & Thorpe, 1988